# Episodi di Una mamma per amica (terza stagione)
La terza stagione della serie televisiva Una mamma per amica, composta da 22 episodi, è andata in onda negli Stati Uniti sul canale The WB dal 24 settembre 2002 al 20 maggio 2003.
In Italia è stata trasmessa da Canale 5 dal 25 agosto 2003 al 20 settembre 2003.
| nº | Titolo originale                       | Titolo italiano              | Prima TV USA      | Prima TV Italia   |
| -- | -------------------------------------- | ---------------------------- | ----------------- | ----------------- |
| 1  | Those Lazy-Hazy-Crazy Days             | Tornando a casa              | 24 settembre 2002 | 25 agosto 2003    |
| 2  | Haunted Leg                            | Impossibile comunicare       | 1º ottobre 2002   | 26 agosto 2003    |
| 3  | Application Anxiety                    | Ansia da iscrizione          | 8 ottobre 2002    | 23 agosto 2003    |
| 4  | One's Got Class and the Other One Dyes | Lezione di successo          | 15 ottobre 2002   | 28 agosto 2003    |
| 5  | Eight O'Clock at the Oasis             | Asta con incanto             | 22 ottobre 2002   | 29 agosto 2003    |
| 6  | Take the Deviled Eggs…                 | Un alibi perfetto            | 5 novembre 2002   | 30 agosto 2003    |
| 7  | They Shoot Gilmores, Don't They?       | La maratona di ballo         | 12 novembre 2002  | 1º settembre 2003 |
| 8  | Let the Games Begin                    | Harvard o Yale?              | 19 novembre 2002  | 2 settembre 2003  |
| 9  | A Deep-Fried Korean Thanksgiving       | La grande abbuffata          | 26 novembre 2002  | 3 settembre 2003  |
| 10 | That'll Do, Pig                        | Solo amici                   | 14 gennaio 2003   | 4 settembre 2003  |
| 11 | I Solemny Swear                        | Tradimento                   | 21 gennaio 2003   | 5 settembre 2003  |
| 12 | Lorelai Out of Water                   | La grande pesca              | 28 gennaio 2003   | 8 settembre 2003  |
| 13 | Dear Emily and Richard                 | Presente e passato           | 4 febbraio 2003   | 9 settembre 2003  |
| 14 | Swan Song                              | La cena da Emily             | 11 febbraio 2003  | 10 settembre 2003 |
| 15 | Face-Off                               | L'amore non ha età           | 18 febbraio 2003  | 11 settembre 2003 |
| 16 | The Big One                            | La busta grande              | 25 febbraio 2003  | 12 settembre 2003 |
| 17 | A Tale of Poes and Fire                | Recita con finale a sorpresa | 15 aprile 2003    | 15 settembre 2003 |
| 18 | Happy Birthday Baby                    | Buon compleanno, bambina     | 22 aprile 2003    | 16 settembre 2003 |
| 19 | Keg! Max!                              | Ritorni improvvisi           | 29 aprile 2003    | 17 settembre 2003 |
| 20 | Say Goodnight, Gracie                  | Problemi per Jess            | 6 maggio 2003     | 18 settembre 2003 |
| 21 | Here Comes the Son                     | Alla ricerca del padre       | 13 maggio 2003    | 19 settembre 2003 |
| 22 | Those Are Strings, Pinocchio           | Soddisfazioni                | 20 maggio 2003    | 20 settembre 2003 |

## Tornando a casa
- Titolo originale: Those Lazy-Hazy-Crazy Days
- Diretto da: Amy Sherman-Palladino
- Scritto da: Amy Sherman-Palladino

### Trama
Lorelai sogna di essere sposata con Luke e di aspettare due gemelli da lui. 
Rory per tutta l'estate, trascorsa con Paris che proprio a Washington D.C. esce per la prima volta con un ragazzo, Jamie, pensa a Jess e al bacio che si sono scambiati al matrimonio di Sookie ma non trova il coraggio di telefonargli o di scrivergli una lettera. Torna a Stars Hollow, e durante la celebrazione di una festa cittadina organizzata da Taylor, mentre è con sua madre vede Jess che bacia una ragazza, e questo la ferisce perché si era illusa che il bacio che si erano scambiati avesse avuto un significato anche per lui, tuttavia Lorelai chiede a sua figlia di fare ordine nella sua testa e nel suo cuore, soprattutto per Dean, che non merita un simile trattamento.  Sookie e Jackson litigano per il nuovo arredamento della casa e Lorelai discute con Emily e Richard durante la cena del venerdì a causa della rottura tra lei e Christopher per via di Sherry che è incinta.

## Impossibile comunicare
- Titolo originale: Haunted Leg
- Diretto da: Chris Long
- Scritto da: Amy Sherman-Palladino

### Trama
Emily chiede a lorelai di pranzare con lei da Luke, con lo scopo di convincerla a non gettare la spugna con Christopher, ma l'incontro non va come sperato. Durante la cena del venerdì, irrompe all'improvviso lo stesso Christopher creando scompiglio in famiglia, fin quando Emily non gli chiede di andarsene. Jess e Rory discutono, ciascuno per le proprie motivazioni: Rory per colpa di Shane e Jess per essere stato messo da parte per tutta l'estate da Rory.

## Ansia da iscrizione
- Titolo originale: Application Anxiety
- Diretto da: Gail Mancuso
- Scritto da: Daniel Palladino

### Trama
L'iscrizione di Rory ad Harvard arriva ma la ragazza si sente del tutto impreparata così partecipa con Lorelai ad un pranzo a casa di un ex alunno dell'università dove farà la conoscenza dei tre figli della coppia: due sono studenti modello iscritti entrambi ad Harvard e una figlia scapestrata. Lane pubblica un annuncio sul giornale per formare una rock band. Dean e Rory parlano del loro futuro in vista della partenza di Rory per l'università.

## Lezione di successo
- Titolo originale: One's Got Class and the Other One Dyes
- Diretto da: Steve Robman
- Scritto da: Daniel Palladino

### Trama
Lorelai e Luke sono stati invitati alla Stars Hollow High School per parlare della loro carriera ma i ragazzi si dimostrano più interessati alla gravidanza di Lorelai all'età di 16 anni piuttosto che ai suoi successi professionali. Lane vorrebbe ribellarsi alle regole della madre tingendosi i capelli ma dopo la tinta e una foto, ci ripensa tingendosi di nuovo del suo colore.

## Asta con incanto
- Titolo originale: Eight O'Clock at the Oasis
- Diretto da: Joe Ann Fogle
- Scritto da: Justin Tanner

### Trama
Lorelai va ad un'asta con sua madre e incontra un ragazzo, Peyton, figlio di un'amica di Emily. Tra i due sembra instaurarsi un buon feeling, ma il primo appuntamento si rivela un disastro, suscitando il disappunto di Richard ed Emily. Rory va ad innaffiare le piante del nuovo vicino di casa, ma l'innaffiatoio automatico si inceppa e Jess accorre in suo aiuto.

## Un alibi perfetto
- Titolo originale: Take the Deviled Eggs…
- Diretto da: Jamie Babbit
- Scritto da: Daniel Palladino

### Trama
Rory e Lorelai partecipano insieme alla festa per la bambina di Sherry che dovrà nascere a breve. Nel frattempo Jess acquista un'auto e Luke cerca di scoprire dove ha trovato i soldi per comprarla. Scopre così che il ragazzo ha iniziato a lavorare come magazziniere da Walmart.

## La maratona di ballo
- Titolo originale: They Shoot Gilmores, Don't They?
- Diretto da: Kenny Ortega
- Scritto da: Amy Sherman-Palladino

### Trama
Lorelai e Rory partecipano all'annuale maratona di ballo di Stars Hollow che dura 24 ore. Rory discute con Dean riguardo ai sentimenti che proverebbe per Jess, con il risultato che il ragazzo la lascia sulla pista da ballo e lei esce fuori in lacrime seguita da Jess: i due parlano e, finalmente, si dichiarano i propri sentimenti e si mettono insieme. Lorelai e Rory perdono quindi la maratona consegnando a Kirk per il quinto anno consecutivo il trofeo.

## Harvard o Yale?
- Titolo originale: Let the Games Begin
- Diretto da: Steve Robman
- Scritto da: Amy Sherman-Palladino

### Trama
Richard, Emily, Rory e Lorelai visitano insieme Yale, dove Richard organizza a loro insaputa un incontro con il decano delle ammissioni per cercare di far ammettere Rory a Yale, la quale insieme alla madre si arrabbia molto. Luke viene informato da Lorelai che Rory e Jess ora stanno insieme. Al ritorno da Yale le due Gilmore vanno come di consueto da Luke e finalmente Rory e Jess possono scambiarsi i primi baci come coppia, ma la ragazza si sente in colpa per come si è comportata con Dean, così va a parlargli, dicendogli che le dispiace per averlo ferito e che vuole che sappia che è stato un fidanzato fantastico, che lei lo ha amato davvero e le mancherà molto.

## La grande abbuffata
- Titolo originale: A Deep-Fried Korean Thanksgiving
- Diretto da: Kenny Ortega
- Scritto da: Daniel Palladino

### Trama
Lorelai e Rory partecipano a quattro cene per il ringraziamento. Kirk adotta un gatto. Dave chiede a Lane di uscire insieme e le dà un bacio, Paris è preoccupata perché teme di non essere accettata ad Harvard e Dean ha una discussione con Jess.

## Solo amici
- Titolo originale: That'll Do, Pig
- Diretto da: Jamie Babbit
- Scritto da: Sheila R. Lawrence

### Trama
Paris è contenta della sua relazione con il nuovo fidanzato. Lorelai aiuta Emily ad occuparsi della madre di Richard. Rory e Dean si incontrano per caso e decidono di rinnovare la loro amicizia. Jess, inizialmente, rifiuta di accompagnare Rory alla festa di carnevale di Stars Hollow, ma cambia idea quando scopre che Dean parteciperà insieme alla sorellina, Clara, la quale chiede a Rory di accodarsi a lei e suo fratello. Jess fa in modo di restare da solo con Dean e lo avvisa di lasciar perdere ogni piano per riconquistare Rory.

## Tradimento
- Titolo originale: I Solemny Swear
- Diretto da: Carla McCloskey
- Scritto da: John Stephens

### Trama
Paris pensa che Rory stia cercando di tradirla. Lorelai e Sookie partecipano ad un corso per aprire la nuova locanda. Lorelai deve testimoniare in difesa di sua madre che è stata citata in giudizio da una sua ex dipendente.

## La grande pesca
- Titolo originale: Lorelai Out of Water
- Diretto da: Jamie Babbit
- Scritto da: Janet Leahy

### Trama
Alex invita Lorelai a pescare così Luke le insegna l'arte della pesca. Paris cerca di incriminare Rory ma Andrew riesce a scagionarla. Il piano di Lane per ottenere il permesso di partecipare al ballo scolastico si rivela un disastro.

## Presente e passato
- Titolo originale: Dear Emily and Richard
- Diretto da: Gail Mancuso
- Scritto da: Amy Sherman-Palladino

### Trama
Sherry entra in travaglio e non c'è nessuno con lei, così Rory deve restare ad assisterla. Quando nasce la bambina di Sherry e Chris, Lorelai rivive in quei momenti il passato della sua gravidanza e del fidanzamento con Christopher. Jess e Dean continuano a provocarsi verbalmente. Richard ed Emily danno il loro parere, contrario, sul viaggio in Europa programmato da Lorelai e Rory perché loro vogliono dormire in un ostello e loro ovviamente sono contrari.

## La cena da Emily
- Titolo originale: Swan Song
- Diretto da: Chris Long
- Scritto da: Daniel Palladino

### Trama
Emily scopre che Rory si è lasciata con Dean e che adesso sta con Jess. Così invita i due fidanzati alla cena del venerdì. Jess si presenta alla cena con un occhio nero, così Rory pensa che abbia fatto a botte con Dean. In realtà è stato preso d'assalto da un cigno impazzito. Tutto questo mentre Lorelai parte per il fine settimana insieme ad Alex.

## L'amore non ha età
- Titolo originale: Face-Off
- Diretto da: Kenny Ortega
- Scritto da: John Stephens

### Trama
Quando Jess non la chiama, Rory va alla partita di hockey dove incontra Dean con la sua nuova ragazza, Lindsay. Emily vede la nonna Lorelai baciare uno sconosciuto in casa sua.

## La busta grande
- Titolo originale: The Big One
- Diretto da: Jamie Babbit
- Scritto da: Amy Sherman-Palladino

### Trama
Rory e Paris attendono con ansia di essere ammesse ad Harvard. Rory scopre di essere stata accettata sia da Harvard che da Princeton che da Yale, mentre Paris è sconvolta perché non viene accettata ad Harvard, cosa che sognava fin da quando era bambina. Lorelai incontra Max e Sookie scopre di essere incinta.

## Recita con finale a sorpresa
- Titolo originale: A Tale of Poes and Fire
- Diretto da: Chris Long
- Scritto da: Daniel Palladino

### Trama
All'Indipendence Inn scoppia un incendio e Lorelai è così costretta a trovare una sistemazione nelle diverse case di Stars Hollow. Rory dorme a casa di Lane e Lorelai chiede ospitalità a Luke. Jess riceve il premio per "impiegato del mese". Rory prova a scegliere a quale università iscriversi: Harvard, Yale o Princeton.

## Buon compleanno, bambina
- Titolo originale: Happy Birthday Baby
- Diretto da: Gail Mancuso
- Scritto da: Amy Sherman-Palladino

### Trama
Emily e Richard festeggiano Rory che ha deciso di frequentare Yale. Rory organizza il compleanno di Lorelai con la pizza più grande del mondo (almeno lo pensa Lorelai). Lorelai riceve $75.000 perché un vecchio investimento che il padre di Lorelai aveva fatto a suo nome era scaduto imponendo a quest'ultimo di ritirare i soldi derivanti. Essendo l'investimento a nome di Lorelai, il padre si sente in dovere di farle avere i soldi che le spettano, Lorelai li accetta solo perché non sono un regalo ma qualcosa che le appartiene. Luke cerca di parlare con Jess delle sue continue assenze a scuola, ma senza risultato.

## Ritorni improvvisi
- Titolo originale: Keg! Max!
- Diretto da: Chris Long
- Scritto da: Daniel Palladino

### Trama
Lorelai partecipa alle riunioni dei genitori per l'organizzazione del ballo di fine anno della Chilton, finendo per incontrare e poi parlare con Max. Lane suona ad una festa con il suo gruppo, a cui partecipa anche Chui, il finto fidanzato di Lane, (innamorato realmente di lei) di cui Dave (il vero ragazzo di Lane) è però geloso e se la prende con Lane perché se non si decide a lasciare Chui, lui non potrà portarla al ballo di fine anno. Jess scopre che verrà bocciato di conseguenza non può acquistare i biglietti per la festa di fine anno a cui Rory voleva partecipare. Alla festa Jess è molto nervoso, cerca di fare l'amore con Rory forzando le cose e trattandola male, così lei scappa via piangendo. Quando Dean vede Rory piangere, dà un pugno a Jess, che glielo restituisce. La rissa continua fino a quando non arriva la polizia e Jess va via da solo, lasciando là Rory. Intanto Lane sotto pressione per via della presenza di Chui che sembra non mollarla un attimo e del fastidio che prova Dave di questa situazione, inizia a bere birra, e finendo per telefonare, ubriaca, a sua madre.

## Problemi per Jess
- Titolo originale: Say Goodnight, Gracie
- Diretto da: Jamie Babbit
- Scritto da: Amy Sherman-Palladino

### Trama
Il giorno dopo la festa, Luke scopre della rissa provocata da Dean e Jess e va a parlare con i proprietari della casa per ripagare i danni. Lane è confusa perché la madre, il giorno dopo la disastrosa telefonata da ubriaca, sembra far finta di niente. Il padre di Jess arriva in città per vedere il figlio. Luke furioso cerca di mandarlo via per evitare che il ragazzo diventi ancora più instabile. Alla fine padre e figlio si incontrano e Jess litiga con Luke che lo caccia via.
Fran, la proprietaria della Libellula, muore. Lorelai e Sookie potrebbero quindi avere l'opportunità di comprare la locanda che tanto desideravano, partecipano al funerale e chiedono all'avvocato incaricato di sistemare gli affari di Fran, notizie sulla proprietà del vecchio albergo. Dave si presenta a casa di Lane in giacca e cravatta per chiedere alla madre il permesso di portare Lane al ballo. La madre risponde con una citazione, e Dave non conoscendone il significato passa una notte insonne non trovandone il significato. Ritorna dalla signora Kim disperato e lei, rimanendo colpita dall'impresa di Dave di essere riuscito a leggere la Bibbia in una sola notte, acconsente a far andare i due al ballo, ma aggiunge che poi Lane sarà in punizione per i prossimi tre mesi. Dean annuncia a Rory che ha chiesto a Lindsay di sposarlo e lei ha risposto di sì. Rory un po' spiazzata non riesce ad essere del tutto contenta per Dean, che si offende.
Ancora ai ferri corti dopo quanto accaduto di recente, Rory e Jess si incontrano per caso sull'autobus, entrambi imbarazzati e scambiandosi poche parole, ma Rory non sa che Jess in realtà sta andando via da Stars Hollow senza dirle niente.

## Alla ricerca del padre
- Titolo originale: Here Comes the Son
- Diretto da: Amy Sherman-Palladino
- Scritto da: Amy Sherman-Palladino

### Trama
Jess va a trovare suo padre a Venice Beach, in California e gli chiede di poter restare a vivere lì. Luke avvisa Lorelai della partenza di suo nipote e lei aspetta il momento adatto per comunicarlo a Rory che è stressata dalla maturità.
Lorelai viene a sapere che Rory non potrà avere la borsa di studio per via dei 75.000$ che Lorelai aveva ricevuto, ma che in verità non ha più perché li ha usati per saldare il debito con i suoi genitori.

## Soddisfazioni
- Titolo originale: Those Are Strings, Pinocchio
- Diretto da: Jamie Babbit
- Scritto da: Daniel Palladino

### Trama
L'Indipendence Inn chiude definitivamente a causa dell'incendio. Rory incontra Dean e si scusa per la reazione che ha avuto alla notizia del suo fidanzamento, dandogli anche alcuni consigli su come organizzare la cerimonia e una lista di cose tra cui lui e Lindsay potranno scegliere il loro regalo di nozze da parte sua: i due così fanno pace e si chiariscono. Lorelai dice a Rory che non può comprare il Dragonfly perché i soldi rimasti dell'assegno di 75.000 dollari serviranno per Yale dato che hanno perso la borsa di studio. Rory decide allora di chiedere ai nonni di pagarle l'università, in cambio tornerà a cena il venerdì sera e dopo la laurea restituirà i soldi. Lorelai e Sookie possono quindi comprare la locanda.
Rory si diploma e riceve una chiamata: la ragazza capisce che è Jess e dopo avergli detto che pensa di averlo amato chiude definitivamente la sua storia con lui. Questa scelta rompe il cuore di Jess, lasciato senza parole se ne va, riagganciando senza dire nulla. Le Gilmore sono pronte per il loro viaggio in Europa.
Luke per l'estate ha in programma una crociera con Nicole ma sogna che Lorelai gli chieda di non fidanzarsi.